# العلاقات الكازاخستانية الهندوراسية
العلاقات الكازاخستانية الهندوراسية هي العلاقات الثنائية التي تجمع بين كازاخستان وهندوراس.

## مقارنة بين البلدين
هذه مقارنة عامة ومرجعية للدولتين:
| وجه المقارنة                                              | كازاخستان                      | هندوراس          |
| --------------------------------------------------------- | ------------------------------ | ---------------- |
| المساحة (كم2)                                             | 2.72 مليون                     | 112.49 ألف       |
| عدد السكان (نسمة)                                         | 17.95 مليون                    | 9.27 مليون       |
| الكثافة السكانية (ن./كم²)                                 | 6.6                            | 82.41            |
| العاصمة                                                   | نور سلطان                      | تيغوسيغالبا      |
| اللغة الرسمية                                             | اللغة القازاقية، اللغة الروسية | اللغة الإسبانية  |
| العملة                                                    | تينغ كازاخستاني                | لمبيرة هندوراسية |
| الناتج المحلي الإجمالي (بليون دولار)                      | 159.41 مليار                   | 22.98 مليار      |
| الناتج المحلي الإجمالي (تعادل القوة الشرائية) بليون دولار | 439.39 مليار                   | 41.14 مليار      |
| الناتج المحلي الإجمالي الاسمي للفرد دولار أمريكي          | 10.51 ألف                      | 2.53 ألف         |
| الناتج المحلي الإجمالي للفرد دولار أمريكي                 | 24.23 ألف                      | 4.91 ألف         |
| مؤشر التنمية البشرية                                      | 0.788                          | 0.606            |
| رمز المكالمات الدولي                                      | +7                             | +504             |
| رمز الإنترنت                                              | .kz، .қаз ‏                     | .hn              |
| المنطقة الزمنية                                           | ت ع م+05:00، ت ع م+06:00       | 00               |

## منظمات دولية مشتركة
يشترك البلدان في عضوية مجموعة من المنظمات الدولية، منها:
| علم المنظمة | اسم المنظمة                               | تاريخ انضمام كازاخستان | تاريخ انضمام هندوراس |
| ----------- | ----------------------------------------- | ---------------------- | -------------------- |
|             | الاتحاد البريدي العالمي                   | ?                      | ?                    |
|             | يونسكو                                    | 22 مايو 1992           | 16 ديسمبر 1947       |
|             | البنك الدولي للإنشاء والتعمير             | 23 يوليو 1992          | 27 ديسمبر 1945       |
|             | وكالة ضمان الاستثمار متعدد الأطراف        | 12 أغسطس 1993          | 30 يونيو 1992        |
|             | الاتحاد الدولي للاتصالات                  | 23 فبراير 1993         | 27 أكتوبر 1925       |
|             | منظمة الشرطة الجنائية الدولية             | ?                      | ?                    |
|             | مؤسسة التمويل الدولية                     | 30 سبتمبر 1993         | 20 يوليو 1956        |
|             | الأمم المتحدة                             | 2 مارس 1992            | 17 ديسمبر 1945       |
|             | مؤسسة التنمية الدولية                     | 23 يوليو 1992          | 23 ديسمبر 1960       |
|             | الفريق المعني برصد الأرض                  | ?                      | ?                    |
|             | منظمة حظر الأسلحة الكيميائية              | ?                      | ?                    |
|             | المركز الدولي لتسوية المنازعات الاستشارية | 21 أكتوبر 2000         | 16 مارس 1989         |

## وصلات خارجية
- موقع وزارة الخارجية الكازاخستانية
- موقع وزارة الخارجية الهندوراسية